# Округ Крофорд (Ајова)
Округ Крофорд (енгл. Crawford County) је округ у америчкој савезној држави Ајова.

## Демографија
По попису из 2010. године број становника је 17.096, што је 154 (0,9%) становника више него 2000. године.
| Група             | 2000.          | 2010.          |
| Белци             | 15.149 (89,4%) | 12.541 (73,4%) |
| Афроамериканци    | 129 (0,8%)     | 208 (1,2%)     |
| Азијати           | 83 (0,5%)      | 104 (0,6%)     |
| Хиспаноамериканци | 1.482 (8,7%)   | 4.131 (24,2%)  |
| Укупно            | 16.942         | 17.096         |